# کی‌وای ماکیان
کی‌وای ماکیان یک ستارهٔ ابرغول سرخ است (ردهٔ طیفی M۳.۵Ia) که در صورت فلکی ماکیان قرار دارد. این ستاره با قطری در حدود ۱٬۴۲۰ برابر قطر خورشید یا بیشتر، یکی از بزرگ‌ترین ستارگان شناخته‌شده است. همچنین این ستاره با درخشندگی‌ای در حدود ۳۰۰٬۰۰۰ برابر درخشندگی خورشید، یکی از درخشان‌ترین ستارگان به شمار می‌رود. کی‌وای ماکیان تقریباً ۵٬۰۰۰ سال نوری با ما فاصله دارد.